# گریسون (یوتا)
گریسون (به انگلیسی: Garrison) یک منطقهٔ مسکونی در ایالات متحده آمریکا است که در شهرستان میلارد، یوتا واقع شده‌است. گریسون ۱٬۶۰۸٫۱۴ متر بالاتر از سطح دریا واقع شده‌است.